# Number One (canción de Helloween)
"Number One" es el sexto sencillo de la agrupación alemana Helloween, perteneciente al álbum Pink Bubbles Go Ape y publicado en 1991.

## Lista de canciones
- "Number One" (Michael Weikath) 5:12
- "Les Hambourgeois Walkways" (Michael Weikath) 5:46
- "You Run With The Pack" (Markus Grosskopf) 3:54

## Miembros
- Michael Weikath, Guitarra.
- Markus Grosskopf, Bajo.
- Ingo Schwichtenberg, Batería.
- Michael Kiske, Voz.
- Roland Grapow, Guitarra.